# 名古屋市立滝ノ水中学校
名古屋市立滝ノ水中学校（なごやしりつたきのみずちゅうがっこう）は、愛知県名古屋市緑区にある公立中学校。
通称、「滝中」や「滝ノ水中」と呼ばれる。

## 概要
1985年（昭和60年）4月1日、鳴海中学校から分離して開校した。当初の生徒数は486名であったが、緑区の人口増加もあって2009年（平成21年）には1,000名を突破、その後は900名後半を維持している。

## 沿革
- 1985年（昭和60年）4月1日 - 創立。
- 1994年（平成6年）8月 - ハンドボール部男子、全国大会出場。
- 1995年（平成7年）8月 - ハンドボール部男子、全国大会3年連続出場。
- 1998年（平成10年）8月 - 水泳部男子、全国大会出場。
- 1999年（平成11年）8月 - ハンドボール部男子、全国大会出場。
- 2000年（平成12年）2月 - 校舎増設工事（中央4階、普通教室）完工。
- 2001年（平成13年）3月 - 普通教室整備工事（3階1教室、4階2教室）完工。
- 2002年（平成14年）2月 - 小坂小学校開校にともなう通学区域変更。
- 2006年（平成18年）8月 - ハンドボール部男子、全国大会出場。
- 2007年（平成19年） - 教室不足改善のため、ランチルームを正門前へ増設し旧ランチルームを普通教室へ改築。
- 2016年（平成29年） - ハンドボール部男子、全国大会優勝。
- 2023年　（令和5年）9月 - 合唱部、全国大会出場。
- 同年        （令和5年）10月- 合唱部、全国大会出場。

## 通学区域
小坂小学校、滝ノ水小学校、旭出小学校の3学区の生徒が通う。

## 行事
体育大会
体育大会は名古屋市瑞穂公園北陸上競技場を貸し切って行われている。
合唱コンクール
合唱コンクールは2025年現在、愛知県芸術劇場を貸し切って行われている。
2014年には、学校開校三十周年として、日本特殊陶業市民会館 フォレストホールにて合唱コンクールが行われた。
2023年には、名古屋国際会議場センチュリーホールにて合唱コンクールが行われた。

## 部活動
運動部
野球、サッカー、ラグビー、男子ハンドボール、女子ハンドボール、バレーボール、バスケットボール、卓球
文化部
美術、合唱、将棋、茶道

## ランチ
昼食はスクールランチの形式を取っており、生徒がランチの予約を予約サイトであらかじめし、ランチを当日受け取るか、弁当を持参して昼食をとる。

## 著名な卒業生
- 木下達生 - 元プロ野球選手[4]（日本ハム - 中日 - ヤクルト所属）
- 鬼頭明里 - 声優（ラクーンドッグ所属）